# Handbol platja
L'handbol platja és un esport derivat de l'handbol. Tal com succeeix amb altres esports, com futbol, voleibol o rugbi, s'adapta el joc original (en aquest cas l'handbol) per poder practicar-ho a la platja.
Evidentment, el canvi de superfície de parquet a sorra comporta l'obligació d'adaptar el reglament. La Federació Internacional d'Handbol s'ocupa de la regulació, la promoció, organització de competicions de la modalitat. Hi ha un grup de treball específic per a la varietat de platja.
Brasil és la major potència d'handbol platja fins a l'any 2025. Té el major nombre de medalles en categories masculina i femenina, i llurs seleccions foren guanyadores del Campionat Mundial de 2014

## Camp de joc

Disseny d'un camp d'handbol platja.

El camp té 27 x 12 m (el camp de joc de l'handbol tradicional té 40 x 20 m.). Les línies llargues del terreny de joc es diuen línies de banda, i les curtes, línies de porteria. La porteria està situada a la meitat de la línia de porteria, i té una longitud de 3 metres i una alçada de 2 metres. La línia compresa entre els dos pals es diu línia de gol. L'àrea de porteria es crearà traçant una línia paral·lela a la línia de porteria, a una distància de 6 metres. La zona de joc té una longitud de 15 metres i una amplada de 12 metres. Estarà delimitada amb una cinta de 8 centímetres d'amplada fabricada amb material elàstic. La meitat de la zona de joc ha d'estar indicada sobre les línies de banda per una línia d'un altre color de 15 centímetres d'amplada.
Per realitzar els canvis cada equip disposa de dues zones per realitzar-los, una per al porter i l'altre per als jugadors de camp. La zona de canvi per al porter està situada fora del terreny de joc com a continuació transversal de l'àrea de porteria, amb una allargada de 6 metres (el mateix que l'àrea de porteria). La zona de canvis de jugadors de camp és la resta de l'exterior transversal del camp. Cada equip disposa d'un lateral del camp per la seva zona de canvis.

## Pilota
Es juga amb una pilota de cautxú o goma, homologat per la RFEBM. El seu pes és de 360 grams i el seu diàmetre de 17,5 centímetres, per als homes, i per les dones de 290 grams i 16,5 centímetres de pes i diàmetre respectivament. Per als nens es pot utilitzar una pilota de menors dimensions. Abans del partit s'ha de triar 3 pilotes reglamentàries. Per evitar les excessives interrupcions, l'àrbitre pot posar en joc una pilota de reserva en qualsevol moment.

## Equips
Els equips estan compostos per quatre jugadors cadascun, inclòs el porter. Cada equip té quatre reserves. Disposen d'un nombre de canvis il·limitats i els equips acostumen a fer entre 1 i 3 canvis a cada transició atac-defensa i defensa-atac per aprofitar la llarga zona de canvis (tota la banda), que permet retallar el temps de replegament defensiu o del contraatac ofensiu, i al mateix temps permet que hi hagi especialistes defensius i ofensius. A més, el porter es canvia amb un jugador especialista, els gols del qual tenen valor doble. Tant el porter com l'especialista han d'entrar al camp per la mateixa banda de l'àrea de porteria, però poden abandonar-lo per qualsevol punt de la seva línia de banda.

## Inici del joc
Cada part s'inicia amb un servei d'àrbitre; aquest ha de llançar la pilota a l'aire amb una trajectòria vertical i un jugador de cada equip ha de saltar per apoderar-se de la pilota en el moment que aquesta està baixant.

## Durada i resultats
El partit es divideix en dos sets de 10 minuts cadascun.
L'equip que, al final de cada set, marqui més gols a la porta rival, guanya el set. En cas d'empat al final de deu minuts, el joc es reinicia amb un salt al centre del camp i guanyarà el primer equip que marqui (gol d'or). Si un equip guanya dos sets, guanya el partit amb el resultat de 2:0. Si ambdós equips aconsegueixen guanyar un set, el partit es decideix en tanda de penals, en un sistema anomenat shoot-out o "un jugador contra porter". L'equip que guanya la tanda de shoot-outs, guanya el partit amb el resultat de 2:1.

## Anotació de gols
- Un gol és vàlid quan la pilota ha travessat completament la línia de gol. Tot gol marcat en fly (recepció i llançament sense contacte amb el terra) té un punt més. Si el porter o el jugador que vesteix com ell marquen un gol, aquest valdrà un punt més que l'anotat per un jugador de camp. Per acabar, els gols efectuats després d'un gir de 360 graus a l'aire també valdran 1 punt addicional.
- Si cada equip ha guanyat un temps (1-1), es jugarà el sistema "un jugador contra el porter" (o 'shoot-outs"). Cada equip designa cinc jugadors, que s'efectuaran els llançaments alternant amb l'adversari. Si un porter és designat com llançador, en el moment en què li toqui realitzar el seu llançament, serà substituït per qualsevol altre jugador, que serà el que li enviï la pilota, en aquest cas el gol del porter valdrà com el de qualsevol jugador. El vencedor és l'equip que ha marcat més gols després dels cinc llançaments.

En el sistema "un jugador contra el porter", els dos porters es troben sobre la línia de gol. Un jugador comença la primera sèrie col·locant en una de les dues cantonades de la superfície de joc amb la seva pròpia línia d'àrea de porteria. Quan l'àrbitre xiula, el jugador passa al porter la pilota, aquest ha d'agafar-lo sense que hagi tocat la sorra. En el moment en què la pilota surt de la mà del llançador, els dos porters poden desplaçar-se i avançar. El porter en possessió de la pilota no pot sortir de l'àrea de porteria, i ha de deixar anar la pilota abans de 3 segons, ja sigui llançant sobre la porteria contrària o passant-la al seu company. Aquest ha d'agafar la pilota, que no hi haurà pogut tocar el terra, i intentar marcar un gol respectant les regles. Si el porter fica gol des de la seva àrea, aquest tindrà doble valor.
La pilota enviada pel jugador de camp sí que pot tocar el terra després d'efectuar el llançament. El porter defensor pot tornar en qualsevol moment a la seva àrea sense pilota.
- En els llançaments d'"un jugador contra el porter", en el cas que el porter defensor impedeixi, infringint les regles, l'atacant fer un gol, l'àrbitre procedirà a xiular un llançament de 6 metres i desqualificació directa del porter, que haurà de ser substituït per un altre integrant de l'equip. Sí aquest llançament és gol, valdrà dos punts.
- Si el vencedor no està decidit després de la primera sèrie, se seguirà amb el sistema "un jugador contra el porter", designant un altre cop cinc jugadors que s'encarregaran de la segona sèrie. El vencedor es decidirà en aquesta segona sèrie, o eventualment en les següents, quan un equip vagi amb un gol d'avantatge després d'haver fet un llançament cada equip (sistema de mort sobtada).
- Si el nombre de jugadors d'un equip és menor de cinc durant una sèrie, un jugador no podrà llançar dues vegades, aquest equip per tant farà menys llançaments.
- Durant el desenvolupament d'"un jugador contra el porter", tots els jugadors de camp es col·locaran darrere la línia de banda de la porteria que defensen. El jugador que ha efectuat el llançament, tornarà amb els seus companys a la zona de banda.
- Per decidir on llença cada equip en el sistema d'"un contra el porter", es farà un sorteig, excepte si per les condicions climatològiques o la posició del Sòl acorden llençar tots a la mateixa porteria.

## Normes del joc
Les normes del joc són les mateixes que les dictades per la IHF (International Handball Federation) per a l'handbol original. Les úniques excepcions són:
- El nombre de jugadors per equip.
- Els criteris i nombre d'exclusions:

Així com en l'handbol original es permeten forts contactes i fins a 3 exclusions, a l'handbol platja el més mínim contacte dur i perillós és castigat, amb la possibilitat de rebre dues úniques exclusions per ser desqualificat. A més, les exclusions en l'handbol pista tenen una durada de 2 minuts, i en l'handbol platja el jugador exclòs haurà d'esperar fora del terreny de joc el que duri una possessió (si la infracció havia suposat un penal i aquest no acaba en gol, no pot entrar, però si és gol, aleshores pot entrar ell o el que el substitueixi).
- El serveis després de gol:

A diferència de l'handbol original el servei després de gol no es realitza en el mig del camp, sinó que l'encarregat de realitzar-lo és el porter des de la seva àrea de porteria.